# Bhopal (Distrikt)
Der Distrikt Bhopal (Hindi भोपाल ज़िला) ist ein Distrikt des zentralindischen Bundesstaats Madhya Pradesh. Verwaltungs- und Wirtschaftszentrum ist Stadt Bhopal.

## Geographie
Der Distrikt Bhopal grenzt im Südwesten an den Distrikt Shore, im Nordwesten an den Distrikt Rajgarh; im Norden wird der Distrikt begrenzt durch den Distrikt Guna; im Nordosten grenzt der Distrikt Vidisha an und im Südosten der Distrikt Raisen.
Der gesamte Distrikt liegt in Höhen von 480 bis 520 m auf dem Malwa-Plateau. Die durchschnittlichen jährlichen Niederschlagsmengen liegen bei ca. 1130 mm/Jahr, wovon jedoch ca. 90 % auf die sommerlichen Monsunmonate entfallen.

## Bevölkerung

### Einwohnerentwicklung
In den ersten Jahrzehnten des 20. Jahrhunderts wuchs die Bevölkerung bereits stark an. Trotz Seuchen, Krankheiten und Hungersnöten. Seit der Unabhängigkeit Indiens hat sich die Bevölkerungszunahme beschleunigt. Während die Bevölkerung in der ersten Hälfte des 20. Jahrhunderts um rund 64 % zunahm, betrug das Wachstum in den fünfzig Jahren zwischen 1961 und 2011 538 %. Die Bevölkerungszunahme zwischen 2001 und 2011 lag bei 28,62 % oder rund 528.000 Menschen. Offizielle Bevölkerungsstatistiken der heutigen Gebiete sind seit 1901 bekannt und veröffentlicht.
| Jahr      | 1901    | 1911    | 1921    | 1931    | 1941    | 1951    | 1961    | 1971    | 1981    | 1991      |
| Einwohner | 143.958 | 156.354 | 140.300 | 163.747 | 188.608 | 235.665 | 371.715 | 572.169 | 894.739 | 1.351.479 |

### Bedeutende Orte
Im Distrikt gibt es zwar nur drei Orte, die als Städte (towns und census towns) gelten. Dennoch ist der Anteil der städtischen Bevölkerung im Distrikt sehr hoch. Denn 1.917.051 der 2.371.061 Einwohner oder 80,85 % leben in städtischen Gebieten. Die Bevölkerung ist allerdings sehr ungleich verteilt, da im Hauptort Bhopal mit 1.798.218 Einwohnern allein 75,84 % der Distriktsbevölkerung leben. Die beiden weiteren Städte mit mehr als 10.000 Bewohnern sind:

### Bevölkerung des Distrikts nach Geschlecht
Der Distrikt hat selbst für indische Verhältnisse einen ungewöhnlich hohen Überhang an männlichen Einwohnern. Doch in jüngster Zeit ist der Männerüberhang zurückgegangen. Bei den jüngsten Bewohnern (304.713 Personen unter 7 Jahren) liegen die Anteile bei 158.721 Personen männlichen (52,09 Prozent) zu 145.992 Personen (47,91 Prozent) weiblichen Geschlechts.
| Verteilung der Bevölkerung nach Geschlecht im Distrikt Bhopal |                   |                   |                   |                   |                   |                   |                   |                   |                   |                   |                   |                   |
|                                                               | Volkszählung 1961 | Volkszählung 1961 | Volkszählung 1971 | Volkszählung 1971 | Volkszählung 1981 | Volkszählung 1981 | Volkszählung 1991 | Volkszählung 1991 | Volkszählung 2001 | Volkszählung 2001 | Volkszählung 2011 | Volkszählung 2011 |
| Anzahl                                                        | Anteil            | Anzahl            | Anteil            | Anzahl            | Anteil            | Anzahl            | Anteil            | Anzahl            | Anteil            | Anzahl            | Anteil            |                   |
| GESAMT                                                        | 371.715           | 100 %             | 572.169           | 100 %             | 894.739           | 100 %             | 1.351.479         | 100 %             | 1.843.510         | 100 %             | 2.371.061         | 100 %             |
| Männer                                                        | 204.693           | 55,07 %           | 311.046           | 54,36 %           | 477.531           | 53,37 %           | 715.283           | 52,93 %           | 972.649           | 52,76 %           | 1.236.130         | 52,14 %           |
| Frauen                                                        | 167.022           | 44,93 %           | 261.123           | 45,64 %           | 417.208           | 46,63 %           | 636.196           | 47,07 %           | 870.861           | 47,24 %           | 1.134.931         | 47,86 %           |

### Volksgruppen
In Indien teilt man die Bevölkerung in die drei Kategorien general population, scheduled castes und scheduled tribes ein. Die scheduled castes (anerkannte Kasten) mit (2011) 357.516 Menschen (15,08 Prozent der Bevölkerung) werden heutzutage Dalit genannt (früher auch abschätzig Unberührbare betitelt). Die scheduled tribes sind die anerkannten Stammesgemeinschaften mit (2011) 69.429 Menschen (2,93 Prozent der Bevölkerung), die sich selber als Adivasi bezeichnen. Zu ihnen gehören in Madhya Pradesh 46 Volksgruppen. Mehr als 5000 Angehörige zählen die Gond (31.612 Personen oder 1,33 % der Distriktsbevölkerung), Bhil (13.119 Personen oder 0,55 % der Distriktsbevölkerung) und Sahariya (5041 Personen oder 0,21 % der Distriktsbevölkerung).

### Bevölkerung des Distrikts nach Bekenntnissen
Der Distrikt hat zwar eine deutliche hinduistische Mehrheit in beiden Tehsils. Doch sind alle in Indien verbreitete Religionsgemeinschaften mit zahlreichen Angehörigen vertreten. Durch die islamische Herrscherdynastie des Fürstentums Bhopal liegt der Anteil der Muslime weit über dem indischen Durchschnitt.
Die Stadtbevölkerung ist religiös weit gemischter als die Landbevölkerung. In den Städten sind nur knapp über 70 % (70,33 %) Hindus. Auf dem Land dagegen sind 407.665 der 454.010 Einwohner oder 89,79 % Hindus. Den tiefsten Anteil an Hindus hat die Stadt Bhopal mit 69,20 % der dortigen Bevölkerung. In Bhopal sind 26,28 % der Einwohnerschaft Muslime. Fast alle Angehörigen der weiteren religiösen Minderheiten leben in Bhopal und den beiden anderen Städten. In beiden Tehsils ist die religiöse Verteilung der Landbevölkerung gleich mit über 89 % Hindus und über 9 % Muslimen. Alle anderen Religionsgemeinschaften sind im ländlichen Bereich kaum vertreten. Die genaue religiöse Zusammensetzung der Bevölkerung zeigt folgende Tabelle:
| Jahr                                   | Buddhisten | Buddhisten | Christen | Christen | Hindus    | Hindus | Jainas | Jainas | Muslime | Muslime | Sikhs  | Sikhs | Andere Religionen | Andere Religionen | keine Angaben | keine Angaben | Gesamt    | Gesamt   |
| Jahr                                   | Zahl       | %          | Zahl     | %        | Zahl      | %      | Zahl   | %      | Zahl    | %       | Zahl   | %     | Zahl              | %                 | Zahl          | %             | Zahl      | %        |
| -------------------------------------- | ---------- | ---------- | -------- | -------- | --------- | ------ | ------ | ------ | ------- | ------- | ------ | ----- | ----------------- | ----------------- | ------------- | ------------- | --------- | -------- |
| 2011                                   | 21.688     | 0,91       | 23.432   | 0,99     | 1.755.861 | 74,05  | 25.950 | 1,09   | 525.434 | 22,16   | 10.789 | 0,46  | 335               | 0,01              | 7572          | 0,32          | 2.371.061 | 100,00 % |
| Quelle: Ergebnis der Volkszählung 2011 |            |            |          |          |           |        |        |        |         |         |        |       |                   |                   |               |               |           |          |

### Bevölkerung des Distrikts nach Sprachen
Die Bevölkerung des Distrikts Bhopal ist sprachlich recht einheitlich. Denn es sprechen 2.028.250 Personen (85,54 % der Bevölkerung) Hindi-Sprachen und -Dialekte. Unter den Hindi-Sprachen und -Dialekten dominiert Alltagshindi ganz klar. Mit dem sprachlich nahe verwandten Urdu (manchmal zusammengefasst als Hindustani) können sich 2.188.639 Einwohner oder 92,31 % der Distriktsbevölkerung problemlos untereinander verständigen.
Hindi und Urdu sind die einzigen einheimischen Sprachen. Alle anderen Sprachen sind unter Zugewanderten verbreitet. Unter der Landbevölkerung sprechen 449.685 von 454.010 Menschen (99,05 % der ländlichen Einwohnerschaft) Hindi oder Urdu. In den Städten gibt es mit dem Schwerpunkt Bhopal zahlreiche Zugewanderte aus anderen Teilen Indiens. Jeweils mehr als 10.000 Bewohner sprechen Bengali, Malayalam, Marathi, Punjabi oder Sindhi. Die meistgesprochenen Sprachen zeigt die folgende Tabelle:
| Jahr                                   | Hindi     | Hindi | Urdu    | Urdu | Marathi | Marathi | Sindhi | Sindhi | Malayalam | Malayalam | Panjabi | Panjabi | Bengali | Bengali | Gesamt    | Gesamt   |
| Jahr                                   | Zahl      | %     | Zahl    | %    | Zahl    | %       | Zahl   | %      | Zahl      | %         | Zahl    | %       | Zahl    | %       | Zahl      | %        |
| -------------------------------------- | --------- | ----- | ------- | ---- | ------- | ------- | ------ | ------ | --------- | --------- | ------- | ------- | ------- | ------- | --------- | -------- |
| 2011                                   | 2.007.656 | 84,67 | 160.343 | 6,76 | 61.810  | 2,61    | 52.928 | 2,23   | 14.027    | 0,59      | 12.788  | 0,54    | 12.320  | 0,52    | 2.371.061 | 100,00 % |
| Quelle: Ergebnis der Volkszählung 2011 |           |       |         |      |         |         |        |        |           |           |         |         |         |         |           |          |

## Wirtschaft
Der Distrikt Bhopal ist noch immer in sehr hohem Maße landwirtschaftlich geprägt, wobei auch Wanderarbeiter bis in die heutige Zeit eine nicht unwichtige Rolle spielen. Die Millionenstadt Bhopal ist dagegen ein Industriezentrum; hier gibt es auch kleinere und größere Geschäfte sowie Handwerksbetriebe, Banken, Hospitäler und weiterführende Schulen.

## Verkehr
Viele Dörfer sind über Buslinien an das regionale Verkehrsnetz angeschlossen. Hinzu kommen als überregionale Straßenverbindungen mehrere National Highways und State Highways. Die Stadt Bhopal ist ein Eisenbahnknoten mit Eisenbahnlinien in alle Landesteile von Indien. Auf dem Gebiet des Distrikts gibt es an den verschiedenen Linien insgesamt acht Bahnhöfe.

## Verwaltungsgliederung
Der Distrikt ist in die drei Tehsils Berasia, Huzur und Kolar (nach 2011 entstanden) gegliedert. Der Distrikt bestand (laut District Census Hand Book) bei der letzten Volkszählung 2011 aus drei Städten und 501 bewohnten Dörfern mit zwei Stadtverwaltungen und 195 Dorfverwaltungen.

## Geschichte
Die Region um Bhopal gehörte zum Maurya-Reich und zum Guptareich, doch fehlen archäologisch verwertbare Spuren aus dieser Zeit. Die erste Gründung der Stadt Bhopal geht auf den König [Bhoja] (reg. um 1010–1065) zurück, doch verlor die Stadt bereits im 12. Jahrhundert mit dem Niedergang der Paramara-Dynastie an Bedeutung. In dieser Zeit begann auch die islamische Invasion Nordindiens, die zur Gründung des Sultanats von Delhi und dessen Expansion führte. Nach der Schlacht von Panipat (1526) fiel der Westen Nordindiens an das Mogulreich, das im Jahr 1561 auch Malwa eroberte. Nach dem Tode Aurangzebs (1707) hatte Dost Muhammad Khan die Grundlage zum unabhängigen Fürstenstaat Bhopal gelegt, der im Jahr 1818 unter britische Kontrolle geriet. Nach der Unabhängigkeit Indiens (1947) bzw. nach der Gebietsreform des Jahres 1956 kam das Gebiet zum damals neu geschaffenen Bundesstaat Madhya Pradesh. Es gehörte zum Distrikt Sehore, wurde jedoch im Jahr 1972 als eigener Distrikt etabliert.

## Sehenswürdigkeiten
Die Region um Bhopal verfügt weder über antike noch über mittelalterliche Bauten oder Skulpturen. Interessant sind die Moscheen und Mausoleen der islamischen Herrscher aus dem 19. Jahrhundert in der Stadt Bhopal. Beeindruckend sind auch der neuzeitliche Shikhara-Turm des Karuna-Dham-Tempels oder der Laxmi-Narayan-Tempel. Das State Archaeological Museum von Bhopal zeigt die wenigen mittelalterlichen Fundstücke der Region um Bhopal und viele aus den übrigen Gegenden Madhya Pradeshs.

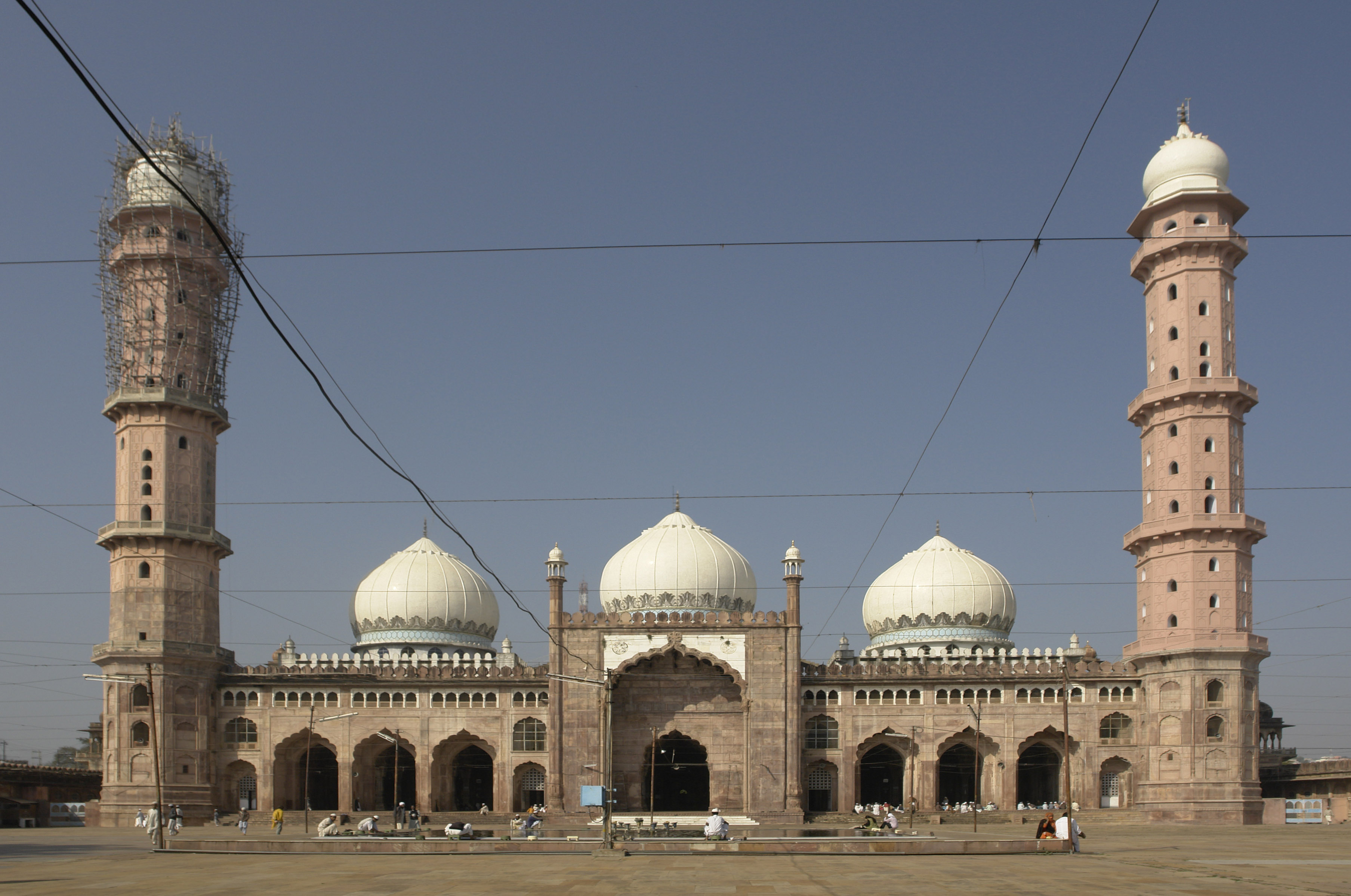
Bhopal – Taj-ul-Masjid (um 1850)
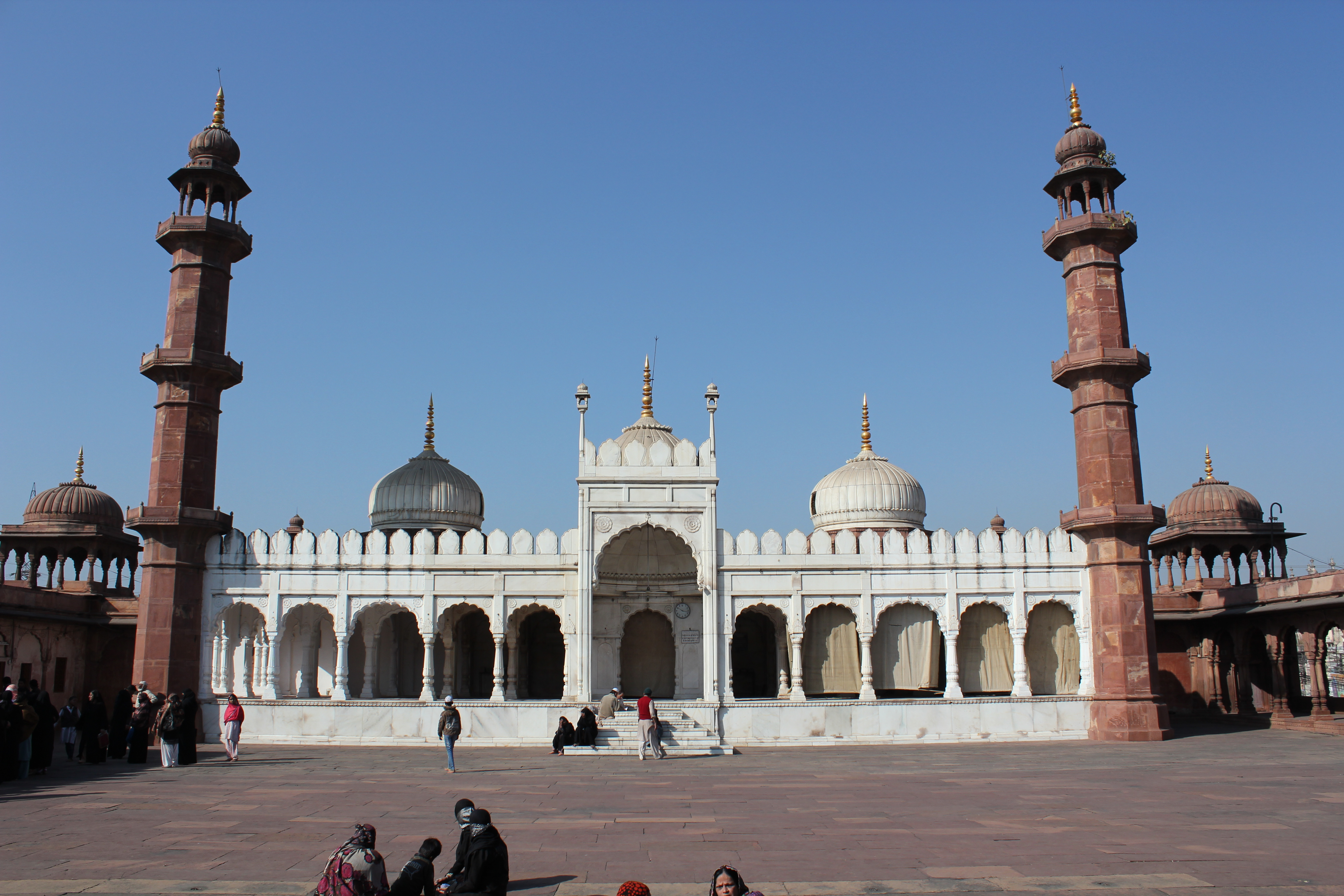
Bhopal – Moti Masjid (um 1860)
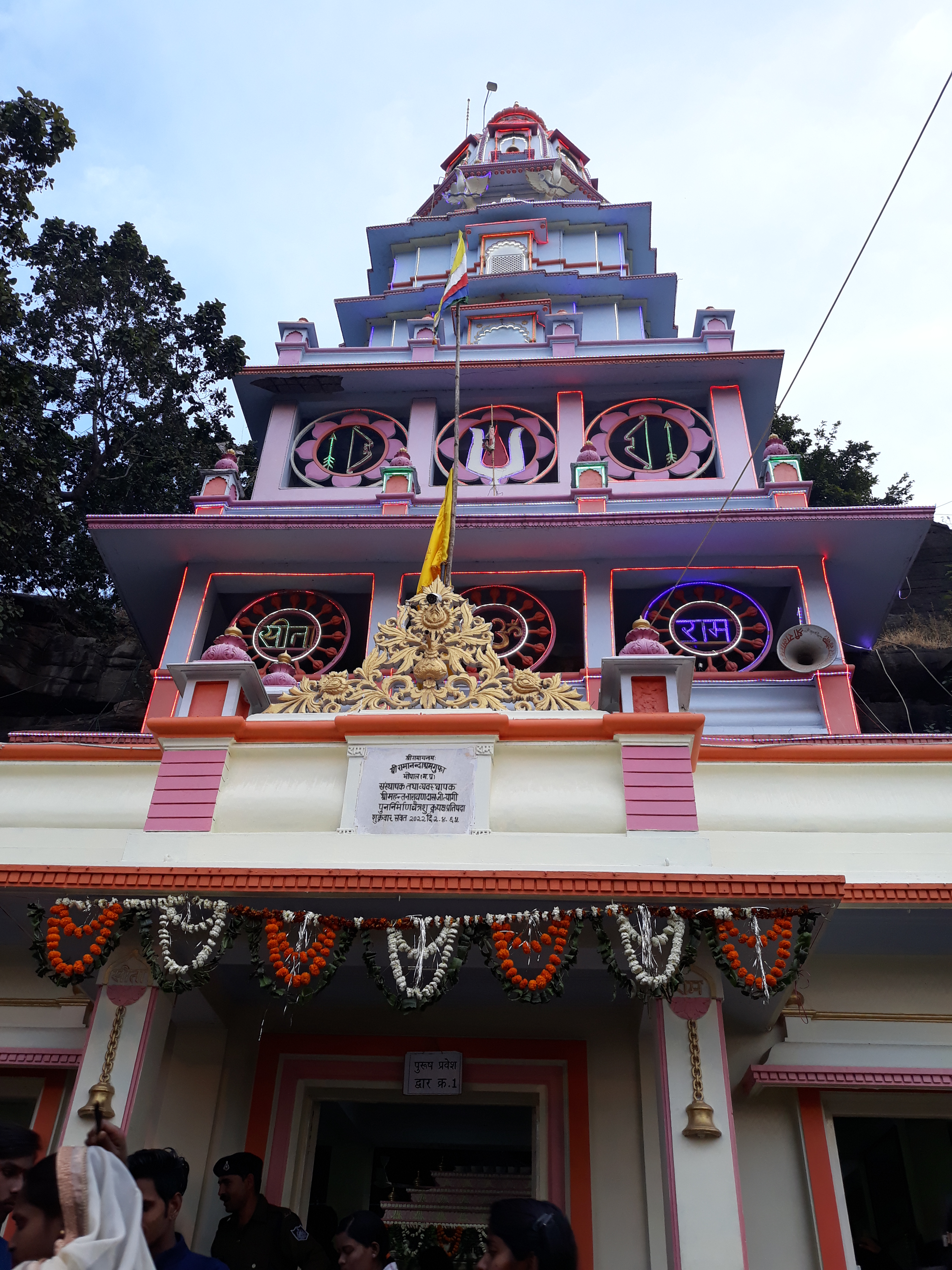
Tempel Gufa Mandir
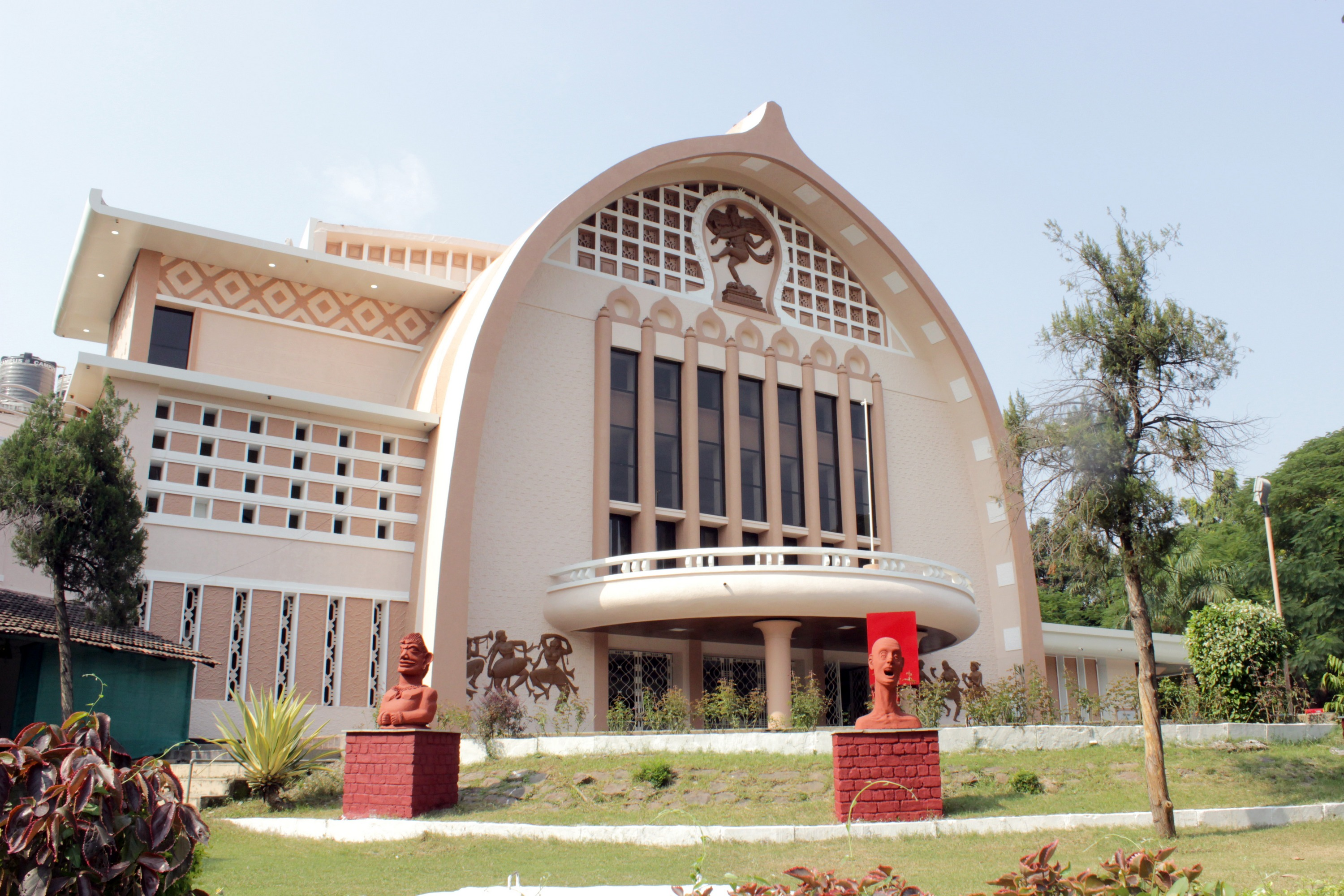
Ravindra Bhavan
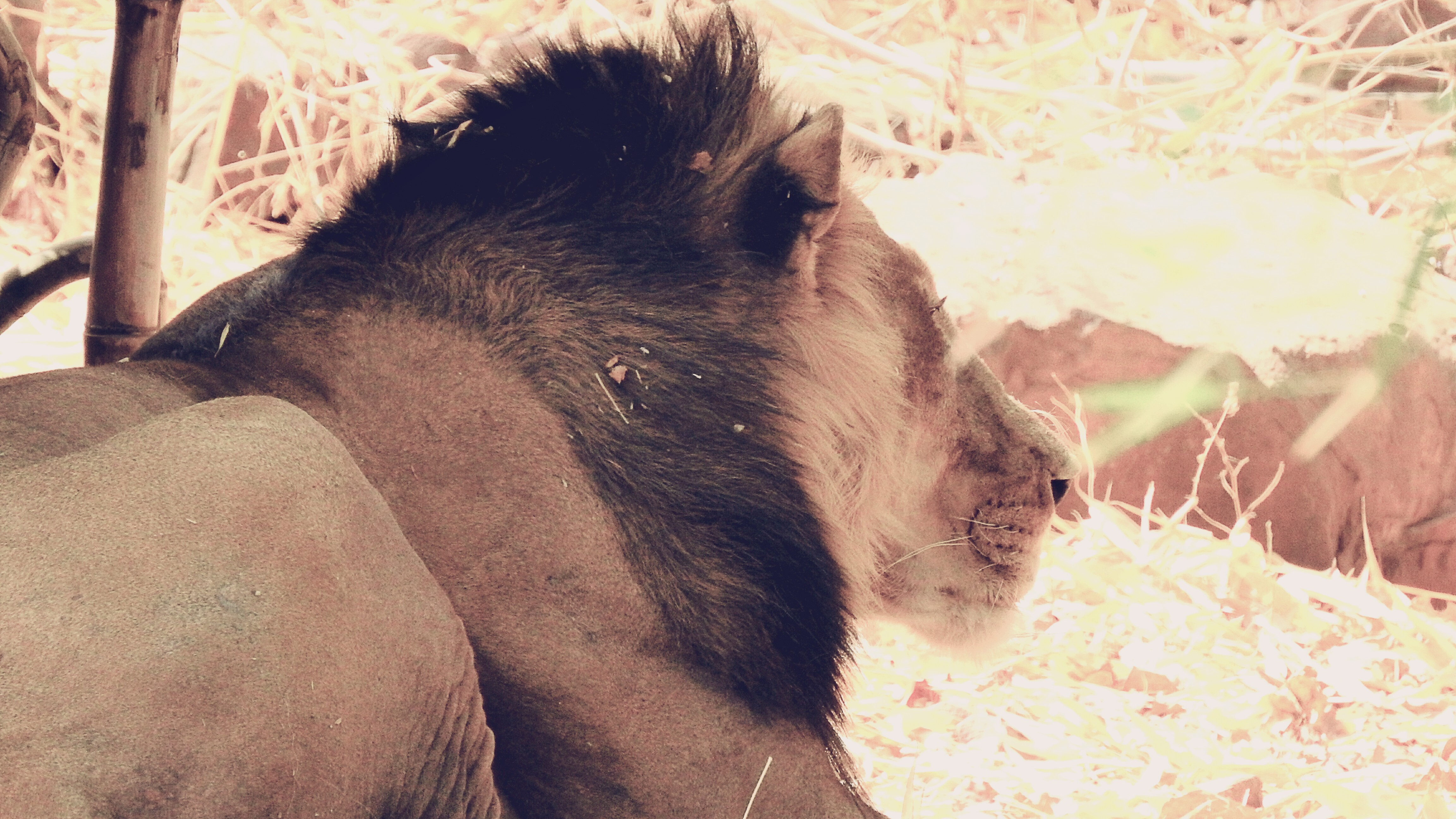
Löwe im Van Vihar Nationalpark
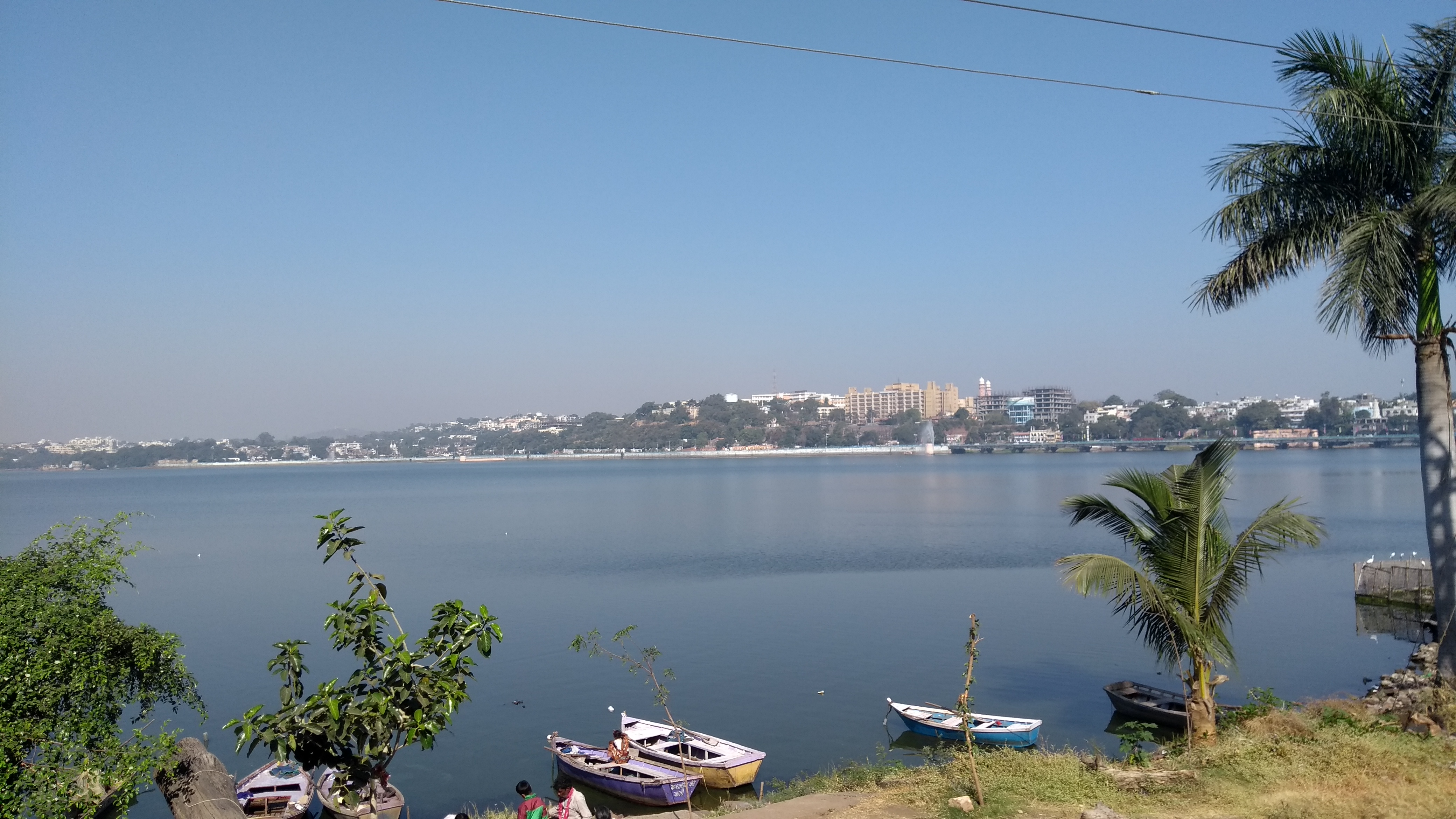
Upper Lake in Bhopal